# Bom Conselho
Bom Conselho is een gemeente in de Braziliaanse deelstaat Pernambuco. De gemeente telt 45.250 inwoners (schatting 2009).
De gemeente grenst aan Lagoa do Ouro, Terezinha, Saloá, Iati, Quebrangulo (AL), Palmeira dos Índios (AL) en Minador do Negrão (AL).